# Pablo Neruda
Ricardo Eliécer Neftalí Reyes Basoalto (Parral, 12 de julho de 1904 – Santiago, 23 de setembro de 1973), mais conhecido pelo seu pseudónimo e, mais tarde, nome legal, Pablo Neruda (Espanhol: [ˈpaβlo neˈɾuða]), foi um poeta-diplomata chileno e político que ganhou o Prémio Nobel da Literatura em 1971. Neruda ficou conhecido como poeta quando tinha 13 anos, e escreveu numa variedade de estilos, incluindo poemas surrealistas, épicas históricas, manifestos abertamente políticos, uma autobiografia em prosa, e poemas de amor apaixonados como os da sua coleção Vinte Poemas de Amor e uma Canção Desesperada (1924).
Neruda ocupou muitas posições diplomáticas em vários países durante a sua vida e serviu um mandato como Senador pelo Partido Comunista do Chile. Quando o Presidente Gabriel González Videla baniu o comunismo no Chile em 1948, foi emitido um mandado de captura para Neruda. Amigos esconderam-no durante meses no porão de uma casa na cidade portuária de Valparaíso; Neruda escapou por uma passagem de montanha perto do lago Maihue para a Argentina. Anos mais tarde, Neruda foi um conselheiro próximo do presidente socialista do Chile Salvador Allende. Quando Neruda regressou ao Chile após o seu discurso de aceitação do Prémio Nobel, Allende convidou-o a ler no Estádio Nacional perante 70 000 pessoas.
Neruda foi hospitalizado com cancro em setembro de 1973, na altura do golpe de Estado liderado por Augusto Pinochet que derrubou o governo de Allende, mas regressou a casa após alguns dias quando suspeitou que um médico o injetara com uma substância desconhecida com o objetivo de o assassinar por ordem de Pinochet. Neruda morreu na sua casa em Isla Negra a 23 de setembro de 1973, poucas horas após ter deixado o hospital. Embora tenha sido noticiado durante muito tempo que Neruda morreu de insuficiência cardíaca, o Ministério do Interior do governo chileno emitiu uma declaração em 2015, reconhecendo um documento do Ministério que indicava a posição oficial do governo de que "era explicitamente possível e altamente provável" que Neruda fosse morto como resultado da "intervenção de terceiros". Um teste forense internacional realizado em 2013 rejeitou as alegações de que Neruda fora envenenado. Concluiu-se que ele sofria de cancro da próstata. Porém, em 2017, um segundo painel de especialistas encontrou amostras da bactéria Clostridium botulinum em um dente molar do poeta. E, em fevereiro de 2023, o sobrinho de Neruda confirmou que um novo painel teria provas de que a origem da bactéria era exógena.
Pinochet, apoiado por elementos das forças armadas, negou permissão para que o funeral de Neruda fosse tornado público, mas milhares de chilenos, de luto, desobedeceram ao recolher obrigatório e encheram as ruas. Neruda é frequentemente considerado o poeta nacional do Chile, e as suas obras têm sido populares e influentes em todo o mundo. O romancista colombiano Gabriel García Márquez uma vez chamou-lhe "o maior poeta do século XX em qualquer língua", e o crítico Harold Bloom incluiu Neruda como um dos escritores centrais da tradição ocidental no seu livro The Western Canon.

## Biografia
Em 1906 seu pai se transferiu para Temuco, onde se casou com Trinidad Candia Marverde, que o poeta menciona em diversos textos, como "Confesso que vivi" e "Memorial de Ilha Negra", com o nome de Mamadre. Estudou no Liceu de Homens dessa cidade e ali publicou seus primeiros poemas no periódico regional A Manhã. Em 1919 obteve o terceiro lugar nos Jogos Florais de Maule com o poema Noturno Ideal.
Em 1921 radicou-se em Santiago e estudou pedagogia e francês na Universidade do Chile, obtendo o primeiro prêmio da festa da primavera com o poema "A Canção de Festa", publicado posteriormente na revista Juventude. Em 1923 publica Crespusculário, que é reconhecido por escritores como Raúl Silva Castro e Pedro Prado. No ano seguinte aparece pela Editorial Nascimento seus Vinte poemas de amor e uma canção desesperada, no que ainda se nota uma influência do modernismo. Posteriormente se manifesta um propósito de renovação formal de intenção vanguardista em três breves livros publicados em 1936: O habitante e sua esperança, Anéis (colaboração com Tomás Lagos) e Tentativa do homem infinito.
Em 1927 começa sua longa carreira diplomática quando é nomeado cônsul em Rangum, na Birmânia. Em suas múltiplas viagens conhece em Buenos Aires Federico Garcia Lorca e, em Barcelona, Rafael Alberti. Em 1935, Manuel Altolaguirre entrega a Neruda a direção da revista Cavalo verde para a poesia na qual é companheiro dos poetas da geração de 1927. Nesse mesmo ano aparece a edição madrilenha de Residência na terra.
Em 1934, Neruda teve uma única filha, Malva Marina com a holandesa María Antonieta Hagenaar, Maruca. A menina tinha hidrocefalia e morreu aos 8 anos. Neruda costumava se referir à filha em carta a uma amante com termos como "ponto e vírgula" e "vampiro de 3 kg". Tanto a filha quanto a mãe foram abandonadas por Neruda poucos meses depois do nascimento. O pai se manteve afastado dela durante quase toda a sua vida. A menina veio a falecer com oito anos de idade, em 1943.
Em 1936, eclode a Guerra Civil espanhola; Neruda é destituído do cargo consular e escreve Espanha no coração. Em 1945 é eleito senador. No mesmo ano, lê para mais de 100 mil pessoas no Estádio do Pacaembu em homenagem ao líder comunista Luís Carlos Prestes. Em 1950 publica Canto Geral, em que sua poesia adota intenção social, ética e política. Em 1952 publica Os Versos do Capitão e em 1954 As uvas e o vento e Odes Elementares.
Em 1953 constrói sua casa em Santiago, apelidada de "La Chascona", para se encontrar clandestinamente com sua amante Matilde, a quem havia dedicado Os Versos do Capitão. A casa foi uma de suas três casas no Chile — as outras duas sendo a "Casa de Isla Negra", na localidade de El Quisco, e "La Sebastiana", em Valparaíso. "La Chascona" foi transformado em museu aberto à visitação. No mesmo ano da construção da casa, Neruda recebeu o Prêmio Lênin da Paz.
Em 1958 apareceu Estravagario com uma nova mudança em sua poesia. Em 1965 lhe foi outorgado o título de Doutor Honoris Causa pela Universidade de Oxford, Grã-Bretanha. Em outubro de 1971 recebeu o Nobel de Literatura. Após o prêmio, Neruda é convidado por Salvador Allende para ler para mais de 70 mil pessoas no Estadio Nacional de Chile.
Morreu em Santiago — oficialmente em consequência de um câncer de próstata -, 11 dias após o golpe militar de 11 de setembro no Chile. Desde aquele dia, sua saúde havia se agravado. No dia 19 fora transferido, às pressas, de sua casa, na Isla Negra, para Santiago, onde faleceu, no dia 23, às 22 horas e 30 minutos, na Clínica Santa María. Em 2011 um artigo recolheu declarações de Manuel Araya Osorio, assistente do poeta desde novembro de 1972 até sua morte. Segundo Araya, Neruda havia sido assassinado na clínica com uma injeção letal. Na mesma clínica, em 1982, o ex-presidente Eduardo Frei Montalva, supostamente morto em decorrência de complicações de uma hérnia, foi assassinado, conforme veio a concluir a Justiça chilena, em 2019.
Depois do golpe encabeçado pelo general Augusto Pinochet, "La Chascona", a casa de Neruda em Santiago, foi saqueada, e seus livros, queimados. O funeral do poeta foi realizado no Cementerio General, com a presença dos membros da direção do Partido Comunista. Embora o cortejo fosse acompanhado por soldados armados, escutaram-se desafiantes gritos em homenagem a Neruda e a Salvador Allende, enquanto era cantada "A Internacional". Terminada a cerimônia, muitos dos participantes não puderam fugir e acabaram por engrossar a lista de mortos e desaparecidos forçados da ditadura chilena.
Encontra-se sepultado no jardim da sua propriedade em Isla Negra, na localidade de El Quisco, próximo a Santiago, no Chile, ao lado da sua esposa Matilde Urrutia. Postumamente foram publicadas suas memórias em 1974, com o título Confesso que vivi.
Em 1994 um filme chamado Il Postino (também conhecido como O Carteiro e O Poeta ou O Carteiro de Pablo Neruda no Brasil e em Portugal) conta sua história na Isla Negra, no Chile, com sua terceira mulher Matilde. No filme, que é uma obra de ficção, a ação foi transposta para a Itália, onde Neruda teria se exilado. Lá, numa ilha, torna-se amigo de um carteiro que lhe pede para ensinar a escrever versos (para poder conquistar uma bonita moça do povoado).
Durante as eleições presidenciais do Chile nos anos 1970, Neruda abriu mão de sua candidatura para que Allende vencesse, pois ambos eram marxistas e acreditavam numa América Latina mais justa o que, a seu ver, poderia ocorrer com o socialismo. De acordo com Isabel Allende, em seu livro Paula, Neruda teria morrido de "tristeza" em setembro de 1973, ao ver dissolvido o governo de Allende. A versão do regime militar do ditador Augusto Pinochet (1973-1990) é a de que ele teria morrido devido a um câncer de próstata. No entanto, fontes próximas, como o motorista e ajudante do poeta na época, Manuel Araya, afirmam com insistência que o poeta teria sido assassinado, estando a própria justiça do Chile a contestar a versão oficial sobre a sua morte. Em Fevereiro de 2013, um juiz chileno ordenou a exumação do corpo do poeta, no âmbito de uma investigação sobre as circunstâncias da morte.
O juiz Mario Carroza, que anteriormente havia aberto uma investigação para esclarecer as circunstâncias da morte de Neruda, ordenou, depois de 20 meses de interrogatórios e perícias, a exumação do corpo do poeta. Em novembro de 2013, Patricio Bustos, diretor do Serviço Médico Legal do Chile, deu a conhecer os resultados dos exames toxicológicos realizados nos EUA e Espanha, que descartaram que Neruda havia sido envenenado e confirmou-se que seu falecimento foi produto de um avançado câncer de próstata. Porém, Rodolfo Reyes, sobrinho do poeta, insistiu que uma terceira pessoa estava envolvida na morte de Neruda e anunciou que se pediria novas investigações.
Em 2004, por ocasião das comemorações do Centenário de seu nascimento, foi instituído o Prêmio Iberoamericano de Poesia Pablo Neruda.
Em 2016, foi lançado o filme "Neruda", que aborda aspectos da vida de Neruda no final da década de 1940, com foco na perseguição anticomunista sofrida por Neruda. Nessa película, dirigida por Pablo Larraín, Neruda foi interpretado por Luis Gnecco.

Em 2017, foi descoberta a existência da bactéria ‘clostridium botulinum’ nos molares do poeta, que sugeria a morte por envenenamento, e não por complicações decorrentes do cancro da próstata, apresentada como causa oficial. Contudo, os especialistas encarregues da análise dos dados forenses, resultantes da exumação do cadáver, não conseguem perceber como a toxina botulínica foi introduzida no seu corpo. “Estava presente no momento de sua morte, mas ainda não sabemos porquê. Só sabemos que não deveria estar lá”, afirmaram Hendrik e Debi Poinar, da Universidade McMaster do Canadá, integrantes da equipa científica. O sumário do relatório, aponta que o painel não conseguiu distinguir se se tratava de uma variante tóxica da bactéria, nem concluir se Neruda foi injetado com a bactéria ou se, em vez disso, está proveio de alimentos contaminados.

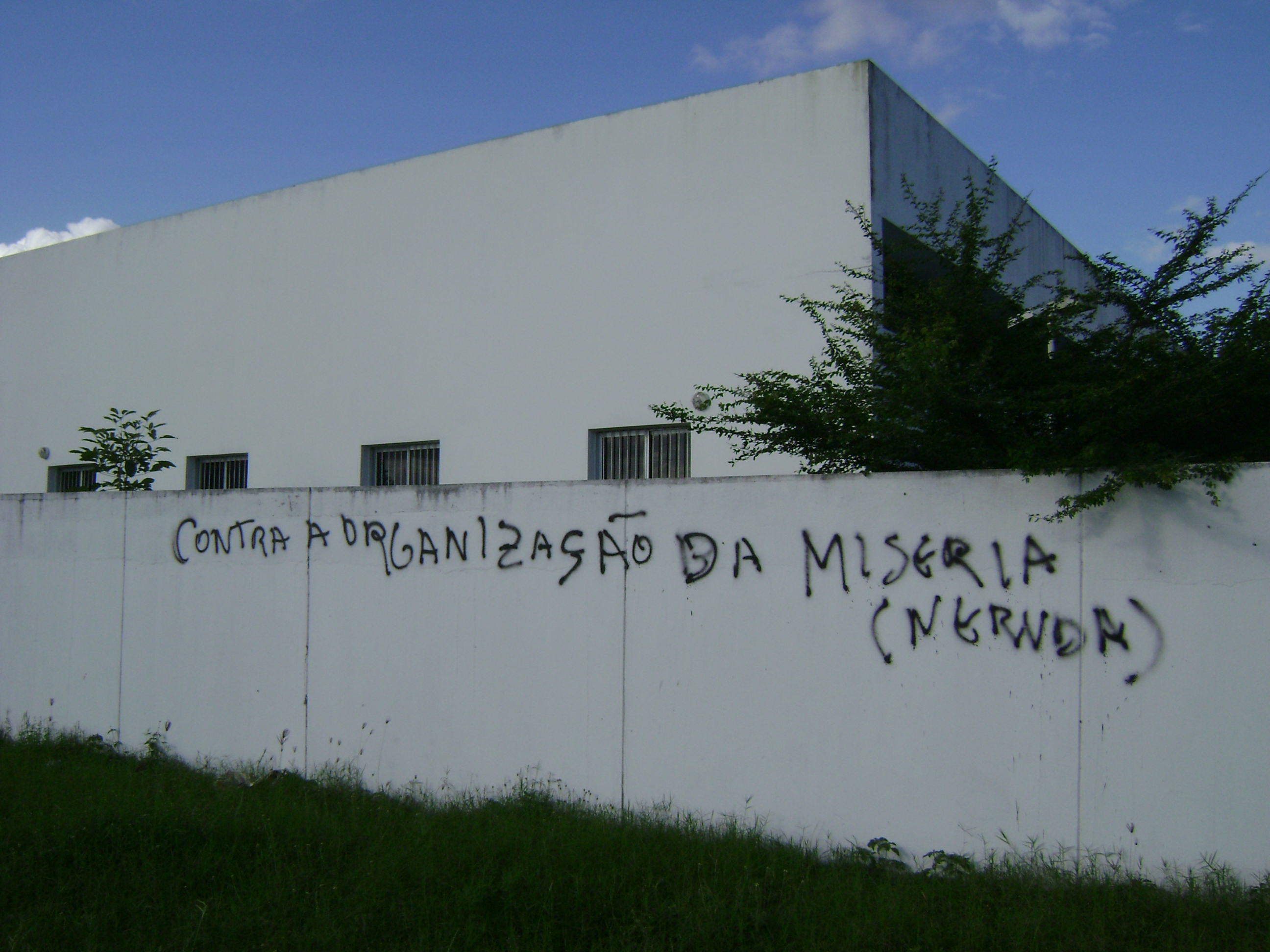
Frase de Neruda pichada em Feira de Santana, Bahia, Brasil.

## Obras

### Publicado na vida
- Crepusculario. Santiago, Ediciones Claridad, 1923.
- Veinte poemas de amor y una canción desesperada. Santiago, Editorial Nascimento, 1924.
- Tentativa del hombre infinito. Santiago, Editorial Nascimento, 1926.
- El habitante y su esperanza. Novela. Santiago, Editorial Nascimento, 1926.
- Anillos. Santiago, Editorial Nascimento, 1926. (Prosa poética de Pablo Neruda e Tomás Lago.)
- El hondero entusiasta. Santiago, Empresa Letras, 1933.
- Residencia en la Tierra (1925–1931). Madrid, Ediciones del Árbol, 1935.
- España en el corazón. Himno a las glorias del pueblo en la guerra: (1936–1937). Santiago, Ediciones Ercilla, 1937.
- Nuevo canto de amor a Stalingrado. México, 1943.
- Tercera residencia (1935–1945). Buenos Aires, Losada, 1947.
- Canto general. México, Talleres Gráficos de la Nación, 1950.
- Los versos del capitán. Imprenta L'Arte Tipografica, Napoli, 1952, 184 pp.
- Todo el amor. Santiago, Editorial Nascimento, 1953.
- Las uvas y el viento. Santiago, Editorial Nascimento, 1954.
- Odas elementales. Buenos Aires, Editorial Losada, 1954.
- Nuevas odas elementales. Buenos Aires, Editorial Losada, 1955.
- Tercer libro de las odas. Buenos Aires, Losada, 1957.
- Estravagario. Buenos Aires, Editorial Losada, 1958.
- Navegaciones y regresos Buenos Aires, Editorial Losada, 1959.
- Cien sonetos de amor. Santiago, Editorial Universitaria, 1959.
- Canción de gesta. La Habana, Imprenta Nacional de Cuba, 1960.
- Poesías: Las piedras de Chile. Buenos Aires, Editorial Losada, 1960. Las Piedras de Pablo Neruda
- Cantos ceremoniales. Buenos Aires, Losada, 1961.
- Memorial de Isla Negra. Buenos Aires, Losada, 1964. 5 volúmenes.
- Arte de pájaros. Santiago, Ediciones Sociedad de Amigos del Arte Contemporáneo, 1966.
- Fulgor y muerte de Joaquín Murieta. Santiago, Zig-Zag, 1967. A obra foi escrita com a intenção de servir de libreto para uma ópera de Sergio Ortega.
- La Barcarola. Buenos Aires, Losada, 1967.
- Las manos del día. Buenos Aires, Losada, 1968.
- Comiendo en Hungría. Editorial Lumen, Barcelona, 1969. (Co-autoria com Miguel Ángel Asturias)
- Fin del mundo. Santiago, Edición de la Sociedad de Arte Contemporáneo, 1969. Com ilustrações de Mario Carreño, Nemesio Antúnez, Pedro Millar, María Martner, Julio Escámez y Oswaldo Guayasamín.
- Aún. Editorial Nascimento, Santiago, 1969.
- Maremoto. Santiago, Sociedad de Arte Contemporáneo, 1970. Com xilogravuras coloridas de Carin Oldfelt Hjertonsson.
- La espada encendida. Buenos Aires, Losada, 1970.
- Las piedras del cielo. Editorial Losada, Buenos Aires, 1970.
- Discurso de Estocolmo. Alpignano, Itália, A. Tallone, 1972.
- Geografía infructuosa Buenos Aires, Editorial Losada, 1972.
- La rosa separada. Éditions du Dragon, París, 1972 com gravuras de Enrique Zañartu.
- Incitación al Nixonicidio y alabanza de la revolución chilena. Santiago, Empresa Editora Nacional Quimantú, Santiago, 1973.
- Geografía de Pablo Neruda. Editorial Aymá, Barcelona, 1973. Glosas de autógrafos de Neruda, fotos de Sara Facio e Alicia D'Amico.
- Himno y regreso
- Que despierte el leñador
- Tentativa del hombre infinito

### Discografia
- Arte de pájaros (1966, com Ángel Parra)

### Publicação póstuma
- El mar y las campanas. Editorial Losada, Buenos Aires, 1973
- 2000. Editorial Losada, Buenos Aires, 1974
- Elegía. Editorial Losada, Buenos Aires, 1974.
- El corazón amarillo. Editorial Losada, Buenos Aires, 1974
- Jardín de invierno. Editorial Losada, Buenos Aires, 1974.
- Confieso que he vivido. Memorias. Barcelona, Seix Barral, 1974. (autobiografia)
- Libro de las preguntas. Editorial Losada, Buenos Aires, 1974.
- Cartas de amor de Pablo Neruda. Ediciones Rodas, Madrid, 1975.
- Para nacer he nacido. Editorial Seix Barral, Barcelona, 1978.
- Cartas a Laura. Centro Iberoamericano de Cooperación, Madrid, 1978.
- Poesías escogidas. Biblioteca Premios Nobel. Aguilar S. A. de ediciones, 1980.
- El río invisible Editorial Seix Barral, Barcelona, 1980.
- Neruda/Eandi, Correspondencia durante Residencia en la tierra. Editorial Sudamericana, Buenos Aires, 1980.
- El fin del viaje. Editorial Seix Barral, Barcelona, 1982.
- Antología fundamental, prólogo de Jaime Quezada e seleção de Jorge Baroos, Andrés Bello, 1997
- Pablo Neruda, Discursos Parlamentarios. (1945-1948). Editorial Antártica, Santiago, 1997.
- Pablo Neruda, Cuadernos de Temuco Seix Barral, Buenos Aires.
- Pablo Neruda, Prólogos. Editorial Sudamericana, Santiago, 2000.
- Pablo Neruda, Epistolario viajero. (1927-1973), Editorial RIL, Santiago, 2004.
- Pablo Neruda en O Cruzeiro Internacional. Editorial Puerto de Palos, Santiago, 2004.
- Pablo Neruda. Yo respondo con mi obra: Conferencias, Discursos, Cartas, Declaraciones. (1932-1959). Ediciones Universidad de Salamanca, Salamanca, España, 2004.
- Pablo Neruda, J. M. Coetzee, W. Faulkner, Doris Lessing, G. G. Márquez, Discursos, Alpha Decay, Barcelona, 2008.
- Antología General, Real Academia Española, Asociación Chilena del Libro y Hernán Loyola, Alfaguara, Santiago de Chile, 2010.
- La piel extensa, antologia dirigida ao público jovem, reúne cinquenta e cinco poemas em sete seções temáticas; compilação de Gerardo Beltrán e Abel Murcia com ilustrações de Adolfo Serra; Edelvives, Madri, 2013